# Исикари (низменность)
Исика́ри (яп. 石狩平野 Исикари-хэйя) — низменность в Японии, на острове Хоккайдо, у побережья Японского моря.
Низменность сложена преимущественно аллювиальными отложениями реки Исикари и её притоков. Поверхность частично заболочена. В недрах — залежи каменного угля.
Исикари — важный сельскохозяйственный район Японии. На территории низменности расположен город Саппоро.